# Erina anita
Erina anita är en fjärilsart som beskrevs av Semper 1879. Erina anita ingår i släktet Erina och familjen juvelvingar. Inga underarter finns listade i Catalogue of Life.